# Aneogmena rutherfordi
Aneogmena rutherfordi är en tvåvingeart som först beskrevs av Townsend 1916.  Aneogmena rutherfordi ingår i släktet Aneogmena och familjen parasitflugor.
Artens utbredningsområde är Sri Lanka. Inga underarter finns listade i Catalogue of Life.